# Eursing
Eursing is een buurtschap in de gemeente Midden-Drenthe, in de Nederlandse provincie Drenthe. Het ligt ten noorden van het dorp Beilen. De buurtschap ligt aan de gelijknamige weg die van Beilen naar Assen loopt.
In 1634 werd de plaats als Oversche geschreven, tussen 1851 en 1855 werd de plaats als Eursinge geschreven, in 1899 als Eursinge -beilen. De betekenis van de plaats Eursing luid als volgt: Over-es-ing = een woonplaats, gelegen aan de andere zijde van de Es.

## Plaatsen met bijna dezelfde naam
In Drenthe komen ook enkele buurtschappen voor met de er op gelijkende naam Eursinge voor:
- Eursinge (Midden-Drenthe), ten zuiden van Westerbork
- Eursinge (De Wolden), tussen Beilen en Hoogeveen
- Eursinge (Westerveld), bij Havelte

Hoofdplaats: Beilen

Overige kernen: Alting · Balinge · Beilervaart · Bovensmilde · Brunsting · Bruntinge · De Polle · Drijber · Elp · Eursing · Eursinge · Garminge · Hijken · Hijkersmilde · Holthe · Hoogersmilde · Hooghalen · Klatering · Laaghalen · Laaghalerveen · Lieving · Lievingerveld · Makkum · Mantinge · Nieuw-Balinge · Norgervaart (deels) · Oosthalen · Oranje · Orvelte · Smalbroek · Rheeveld · Smilde · Spier · Terhorst · Westerbork · Wijster · Witteveen · Zuidveld · Zwiggelte

Drenthe: Steden en dorpen      Nederland: Provincies · Gemeenten